# Skoropuskovskij
Skoropuskovskij (in russo Скоропусковский?) è una cittadina della Russia europea centrale, situata nell'oblast' di Mosca. Apparteneva al Sergievo-Posadskij rajon.
Sorge nella parte settentrionale dell'oblast', 82 chilometri a nordest di Mosca e 6 chilometri a nord di Sergiev Posad, lungo l'importante autostrada A108 (grande anello di Mosca).